# 新忽热苏木
新忽热苏木是中华人民共和国内蒙古自治区巴彦淖尔市乌拉特中旗下辖的一个乡镇级行政单位。

## 行政区划
新忽热苏木下辖以下地区：
巴音温都尔嘎查、苏龙格图嘎查、那日图嘎查、莫仁嘎查委员会、希热嘎查、朱斯木拉嘎查委员会、白兴图嘎查、查干敖包嘎查、乌兰朝鲁嘎查、哈太嘎查和毛力其格嘎查委员会。